# Ratonneau
Isla Ratonneau (en francés: Île Ratonneau) es una de las islas del archipiélago de Frioul en el Mar Mediterráneo, frente a la costa sur de Francia, cerca de Marsella. Es relativamente larga y delgada, de aproximadamente 2,5 km de largo, y cerca de 500 metros de ancho. Se conecta a la cercana isla de Pomègues, que esta casi paralela.
Una flota romana antigua que sitió Marsella en el 49 Antes de Cristo estuvo anclada en la isla. Más tarde, la isla fue utilizada para poner en cuarentena a los marineros extranjeros, en particular por los casos de cólera y lepra.